# Polyfluorierte Dibenzodioxine und Dibenzofurane

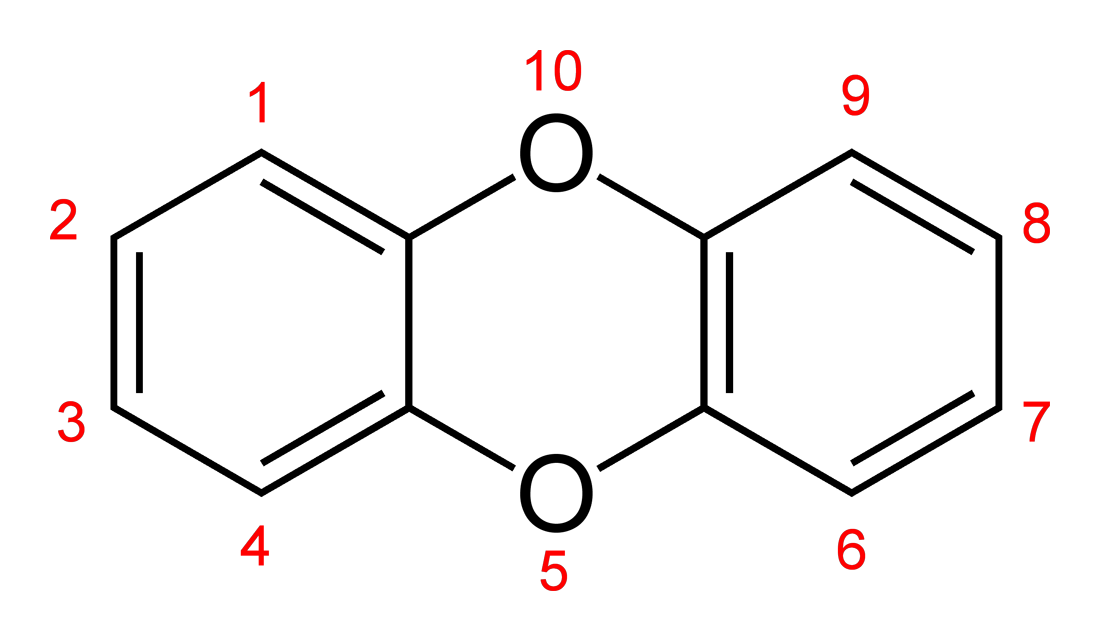
Allgemeine Struktur von Dibenzo-p-dioxinen

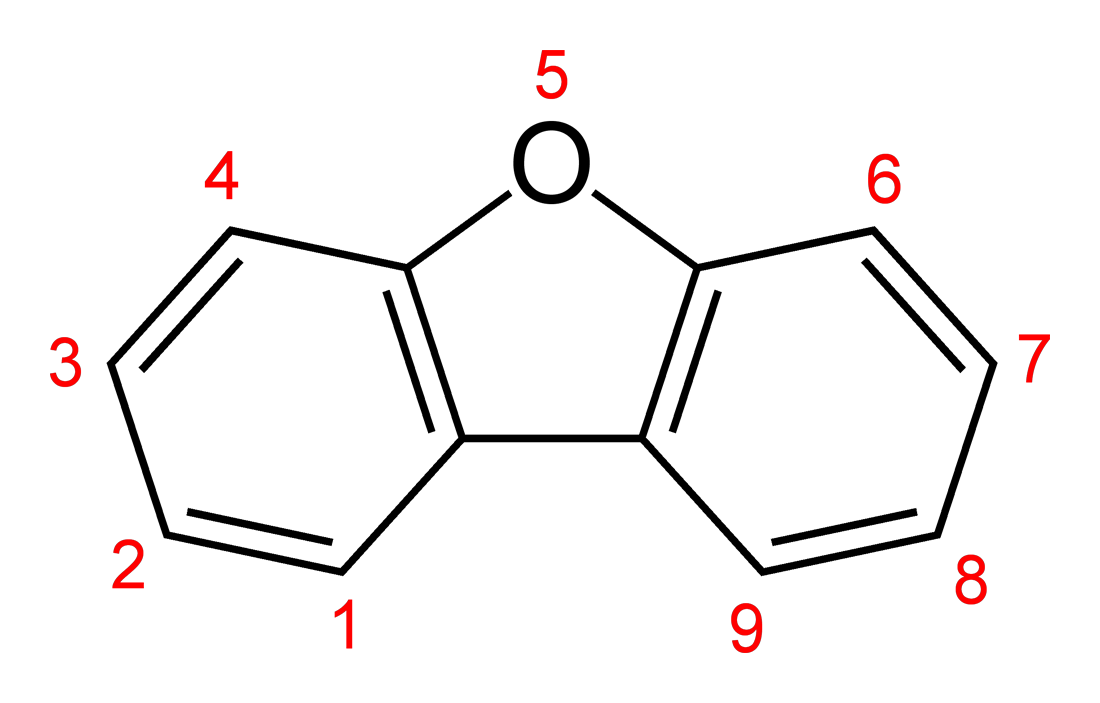
Allgemeine Struktur von Dibenzofuranen

Polyfluorierte Dibenzodioxine und Dibenzofurane (PFDD/PFDF) sind eine Gruppe von Chemikalien, deren Struktur den polychlorierten Dibenzodioxinen und -furanen entspricht. Sie wurden bisher nicht in Umweltproben nachgewiesen, ihre Entstehung bei Verbrennungsprozessen gilt als wenig wahrscheinlich. Im Tierversuch fielen ihre Anreicherung im Thymus sowie der im Vergleich zu anderen Dioxinen rasche Abbau auf.

## Entstehung
Polyfluorierte Dibenzodioxine und Dibenzofurane konnten im Labor durch die Pyrolyse von Fluorphenolen und Fluorbenzolen hergestellt werden. Beim Verbrennen von Teflon und teflonhaltigen Materialien konnte keine Bildung von PFDD/PFDF festgestellt werden. Auch beim Erhitzen von Trichlorfluormethan in Anwesenheit eines Katalysators entstanden keine fluorierten Dioxine oder Furane. In einer anderen Studie wurde gezeigt, dass die Gesamtkonzentration von PFDD im Verbrennungsgas 1,0–2,1 ng/m3 erreicht, wenn Abfälle, die fluororganische Verbindungen enthalten, in einer Verbrennungsanlage im Labormaßstab oxidativ verbrannt werden.
Bei der Untersuchung von Fluorphenolen wurden PFDD/PFDF-Konzentrationen von 0,45 bis 120 μg/kg gefunden.
In der Flugasche von Müllverbrennungsanlagen konnten keine fluorierten Dibenzodioxine und Dibenzofurane nachgewiesen werden. Eine „de novo Synthese“ bei Verbrennungsprozessen in Anwesenheit von Kohlenstoffverbindungen und Fluor-Salzen gilt als unwahrscheinlich. Verbindungen zwischen Kohlenstoff- und Fluoratomen entstehen erst bei Temperaturen oberhalb von 900 °C, bei diesen Temperaturen werden Dioxine aber bereits wieder zersetzt.
Im Filterstaub einer Aluminiumschmelze, die Freon12 verwendete, wurden chloriert-fluorierte (mischhalogenierte) Dibenzofurane und Biphenyle gefunden. Das Verfahren wurde nach dem FCKW-Verbot 1992 umgestellt.

## Eigenschaften
Die Moleküle fluorierter Dibenzodioxine und Dibenzofurane sind etwas kleiner als die der chlorierten Dioxine und Furane, da das Fluoratom einen geringeren Van-der-Waals-Radius hat (1,35 Å) als das Chloratom (1,8 Å).
Bei der Analyse mit einem Gaschromatographen durchlaufen fluorierte Dibenzodioxine und -furane die Trennsäule schneller als chlorierte PCDD/PCDF. Als Ursache dafür gilt die geringe Polarisierbarkeit des Fluor-Atoms.

## Toxikologie
Im Tierversuch konnten Mäuse injiziertes 2,3,7,8-Tetrafluordibenzodioxin (2,3,7,8-TFDD) sehr schnell abbauen. Dabei fiel auf, dass der Abbau in zwei Phasen erfolgte: aus dem Blut verschwand das 2,3,7,8-TFDD in der „schnellen Phase“ mit einer Halbwertszeit von 5 Minuten, in der darauffolgenden „langsamen Phase“ sank die Konzentration mit einer Halbwertszeit von 165 Minuten. Auch in der Leber ging die Konzentration von 2,3,7,8-TFDD in zwei Phasen zurück, hier betrug die Halbwertszeit der „langsamen Phase“ etwa 4,5 Stunden. Die „schnelle Phase“ geht möglicherweise auf die Einlagerung im Fettgewebe zurück, die „langsame Phase“ deutet auf einen Abbau durch den Stoffwechsel. Die Halbwertszeit für den Abbau des chlorierten 2,3,7,8-Tetrachlordibenzodioxin liegt dagegen bei 8,5 Tagen.
Bei Versuchen an Ratten-Leberzellen hatte 2,3,7,8-Tetrafluordibenzodioxin bei ähnlichen Konzentrationen eine erkennbare Wirkung (EC50) wie sein chloriertes Gegenstück 2,3,7,8-TCDD. Die geringere Stabilität in Blut und Leber deutet aber darauf hin, dass 2,3,7,8-TFDD weniger gefährlich ist als 2,3,7,8-TCDD.
Bei der Ratte reichern sich die 2,3,7,8-substituierten PFDD/PFDF, anders als die chlorierten Gegenstücke, im Thymus an. Das deutet auf eine mögliche immunsuppressive Wirkung.
Die Exposition gegenüber PFDD kann den Gehalt an Antioxidantien signifikant hemmen und die Lipidperoxidation verstärken. Die Toxizität der PFDD-Kongenere variiert mit der Anzahl und der Position der Fluoratome.